# Choi Im-jeong
Choi Im-jeong född den 14 februari 1981 i Busan, Sydkorea, är en sydkoreansk handbollsspelare.
Hon tog OS-silver i damernas turnering i samband med de olympiska handbollstävlingarna 2004 i Aten och OS-brons i damernas turnering i samband med de olympiska handbollstävlingarna 2008 i Peking.